# Лихорадка денге
Лихорадка де́нге (от суахили Ka-dinga pepo — «судорожный припадок»; костоломная лихорадка, суставная лихорадка, лихорадка жирафов, пятидневная лихорадка, семидневная лихорадка, финиковая болезнь) — острое трансмиссивное вирусное заболевание. Вирусы-возбудители лихорадки денге относятся к арбовирусам, семейству Flaviviridae рода Flavivirus (арбовирусы антигенной группы В).
Протекает с лихорадкой, интоксикацией, миалгией, артралгией, сыпью и увеличением лимфатических узлов. При некоторых вариантах лихорадки денге развивается геморрагический синдром. Восстановление обычно занимает от двух до семи дней. В небольшом количестве случаев заболевание перерастает в тяжелую лихорадку денге, также известную как геморрагическая лихорадка денге, приводящая к кровотечению, низкому уровню тромбоцитов и «утечке» плазмы крови, или синдрому шока денге, при котором кровяное давление падает до опасно низких значений. Помимо уничтожения комаров, ведется работа по лечению, направленному непосредственно на вирус.

## Классификация
Всемирная организация здравоохранения в 2009 году классифицировала лихорадку денге на две группы: неосложненную и тяжёлой степени. Она заменила классификацию ВОЗ 1997 года, которую необходимо было упростить, хотя старая классификация все ещё широко используется, в том числе Региональным бюро Всемирной организации здравоохранения для стран Юго-Восточной Азии (на 2011 год). Тяжёлая степень денге определяется как связанная с сильным кровотечением, тяжёлой дисфункцией органов или тяжёлой утечкой плазмы, в то время как все остальные случаи не имеют таких осложнений. Классификация 1997 года разделяла денге на недифференцированную лихорадку, лихорадку денге и геморрагическую лихорадку денге. Геморрагическая лихорадка денге в дальнейшем была подразделена на I—IV степени. Первая степень (I) — это наличие легкого кровоподтека или положительного теста на жгут у больного, II степень — наличие спонтанного кровотечения в коже и в других местах, III степень — клинические признаки шока, а IV степень — шок настолько тяжёлый, что невозможно обнаружить кровяное давление. Степени III и IV упоминаются как «синдром шока денге».

## Распространение
Самые ранние описания даты вспышки 1779 года. Его вирусная причина и распространение стали поняты в начале XX века. После Второй мировой войны лихорадка денге стала глобальной проблемой и распространилась в более чем 110 странах, в основном в Азии и Южной Америке. Каждый год от 50 до 528 миллионов человек заражаются и около 10 000 до 20 000 человек умирают.
В настоящее время лихорадка денге встречается преимущественно в странах Южной и Юго-Восточной Азии, Африки, Океании и Карибского бассейна. Относится к «забытым тропическим болезням». Ежегодная заболеваемость составляет порядка 50 миллионов человек.
Источниками инфекции являются больной человек, обезьяны и летучие мыши. Передачу инфекции от больного человека осуществляют комары (Aedes aegypti у человека и Aedes albopictus у обезьян). Основными местами размножения комаров являются глиняные сосуды, металлические бочки и бетонные цистерны, используемые для хранения домашних запасов воды, а также выброшенные пластиковые контейнеры для пищевых продуктов.

### Вспышки в разных странах
В 2023 году в Аргентине за первые 4 месяца года было зарегистрировано свыше 40 тысяч случаев заражения лихорадкой денге, из них в 37 914 случаях заражение произошло на территории страны.
Осенью 2023 года специалисты зафиксировали вспышку заболеваний на юге Европы и в США. Так, на 27 октября во Франции выявили 1414 завозных случаях лихорадки денге, из них 65 % случаев завозные (люди прибыли с Мартиники и Гваделупы).
В конце марта 2024 года эпидемия лихорадки денге была объявлена в Пуэрто-Рико.
В сезон 2023/24 года в Аргентине зарегистрировано 232 996 случаев лихорадки денге.

## Симптомы
Инкубационный период составляет в среднем от 3 до 14 дней (чаще 5-7 дней).
Классическая лихорадка денге (заболевает человек при первичном инфицировании):
- повышение температуры до 39-40 °С (к концу третьих суток температура резко снижается, а через 1-3 дня вновь повышается, далее опять снижается через 2-3 дня)
- учащение пульса в начале заболевания, а через 2-3 дня он сильно урежается

- озноб
- боли в костях (чаще в позвоночнике)
- боли в суставах (особенно в коленных суставах)
- боли в мышцах
- анорексия (отказ от еды из-за отсутствия аппетита)
- адинамия (резкий упадок сил)
- тошнота
- головокружение
- бессонница
- покраснение и отёчность лица
- покраснение глаз
- покраснение зева
- различная зудящая сыпь (сначала сыпь появляется на туловище, затем распространяется на конечности и сохраняется 3-7 дней):
  - петехиальная — точечные кровоизлияния;
  - скарлатиноподобная — покраснение кожи, на фоне которого определяются пятнышки величиной с просяное зерно;
  - уртикарная — возвышающиеся над поверхностью кожи отёчные волдыри ярко-розового цвета размером от 0,5 до нескольких сантиметров, сильно зудящие.

- Нарушение сознания наблюдается в 0,5-6 % тяжелых случаев, что связано либо с вирусным энцефалитом, либо косвенно, в результате недостаточности жизненно важных органов, например печени.

Геморрагическая лихорадка денге (филиппинская геморрагическая лихорадка, таиландская геморрагическая лихорадка, сингапурская геморрагическая лихорадка) — острая форма классической лихорадки денге. Она развивается только у местных жителей в районах, эндемичных по данному заболеванию. Геморрагическая форма возникает при многократном инфицировании разными штаммами вируса и проявляется следующими симптомами:
- повышение температуры тела до 39-40 °С
- кашель
- анорексия
- тошнота
- рвота
- боли в животе
- увеличение лимфатических узлов
- увеличение печени
- выраженная слабость
- петехиальная сыпь (кровоизлияния на коже)
- десневое, желудочно-кишечное кровотечения
- рвота кровью
- снижение артериального давления, учащение пульса
- бледность, синюшность кожи

## Диагностика
1. Консультация врача-инфекциониста
2. Лабораторные методы исследования:
  - общий анализ крови
  - выявление антител (реакция связывания комплемента, реакция торможения гемагглютинации, реакция нейтрализации)
  - выявление РНК вируса лихорадки денге методом ПЦР (позволяет дифференцировать вирус различных типов)

## Болезни с похожими симптомами
- малярия
- лихорадка чикунгунья
- лихорадка паппатачи
- жёлтая лихорадка
- лихорадка Марбург
- лихорадка Ласса
- сепсис
- менингококцемия
- лихорадка Зика

## Лечение лихорадки денге
Больных госпитализируют в стационар.
При классической форме заболевания назначают:
- болеутоляющие препараты
- витамины
- антигистаминные препараты

Показаны строгий постельный режим и обильное питьё: не менее 200 гр. каждые 2 часа, или более 2 литров в день. ВОЗ рекомендует свежевыжатые соки, молоко. Употребление только воды может привести к сдвигу электролитного баланса. Предпочтительны витамины С, К, группы B.

При геморрагической форме заболевания назначают:
- инфузионную терапию
- введение плазмы и плазмозаменителей (в тяжёлых случаях)
- глюкокортикоиды (в тяжёлых случаях)
- кислородотерапию
- препараты, повышающие свёртываемость крови (коагулянты)

## Осложнения лихорадки денге
- инфекционно-токсический шок
- энцефалит
- менингит
- психоз
- полиневрит
- пневмония
- паротит
- отит

## Противопоказания и профилактика
Категорически запрещено употребление ацетилсалициловой кислоты (аспирина), ибупрофена, диклофенака, так как эти медикаменты нарушают процесс агрегации тромбоцитов — основу тромбообразования, тем самым повышая кровоточивость. Разрешено употребление парацетамола.
Существуют 5 серотипов вируса денге. Заражение одним типом обычно даёт пожизненный иммунитет к этому типу, но только кратковременный иммунитет к другим. У перенёсших лихорадку людей иммунитет против заразившего типа вируса сохраняется до 2 лет, от остальных — частичный в течение 1-3 месяцев. Однако распространены случаи повторного заражения и через 20 дней после первичного. Комар может являться переносчиком одновременно нескольких серотипов вируса. Наличие антител усугубляет течение болезни, поэтому повторное заражение более опасно.
Существует ряд тестов для подтверждения диагноза, включая обнаружение антител к вирусу или его РНК. Для предотвращения заражения лихорадкой денге рекомендуется использовать репелленты, фумигаторы, защитные сетки от комаров, плотную и чистую светлую одежду, а также не допускать наличия открытых ёмкостей с водой, в которых комары производят выплод потомства.
При посещении стран, входящих в группу риска, врачи рекомендуют использовать индивидуальные средства защиты — противомоскитные сетки на окнах, пологи, одежду с длинными рукавами, репелленты, а при возвращении домой следить за температурой тела.
Другие методы профилактики включают сокращение среды обитания комаров и ограничение воздействия укусов. Это можно сделать, избавившись от стоячей воды или накрыв её, и надев одежду, покрывающую большую часть тела. Лечение острой денге является вспомогательным и включает приём жидкости внутрь или внутривенно при легкой или умеренной болезни. В более тяжёлых случаях может потребоваться переливание крови. Около полумиллиона человек нуждаются в госпитализации каждый год. Парацетамол (ацетаминофен) рекомендуется вместо нестероидных противовоспалительных препаратов (НПВП) для снижения температуры и облегчения боли при денге из-за повышенного риска кровотечений из-за применения НПВП.

### Вакцинация
Первой вакциной для профилактики лихорадки денге стала Dengvaxia  французской компании Sanofi - впервые ее разрешили использовать в Мексике в 2015 году. Позднее, она стала применяться и в других странах. В 2019 году вакцина была одобрена FDA (США) для применения у детей в возрасте от 6 до 16 лет с признаками перенесенного заболевания, живущих в эндемичных для вируса регионах, но для путешественников и не болевших ранее людей она не подходит. В том же году правительство Филиппин остановило вакцинацию жителей страны этим препаратом, отозвало лицензию на маркетинг препарата и потребовало у французской компании компенсацию.
Весной 2021 года японская компания Takeda представила результаты III фазы испытаний новой вакцины, которая показала рост эффективности защиты от госпитализации и инфицирования. Вакцина была одобрена в странах ЕС, Великобритании, Бразилии, Аргентине, Индонезии и Таиланде, для профилактики лихорадки денге, вызванной любым серотипом одноименного вируса. Американская FDA потребовала дополнительную информацию по вакцине, но компания Takeda решила отозвать свою заявку на одобрение в 2023 году.
В мае 2023 года совместное предприятие России и Никарагуа «Мечников» разработало вакцину от лихорадки денге и начало клинические испытания.

## Прогноз
При заболевании классической формой лихорадки денге прогноз благоприятный, а при геморрагической форме летальность составляет около 50 %.